# 王世康
王世康，字道濟，直隸清苑縣人，明朝政治人物。

## 生平
嘉靖十九年（1540年）庚子科順天府鄉試第十二名舉人。官陝西扶風縣知縣，政績卓著。擢山西太原府同知。